# Dragon Motor Cars
Dragon Motor Cars LLC ist ein US-amerikanischer Hersteller von Automobilen.

## Unternehmensgeschichte
John Chesnut gründete das Unternehmen am 31. Dezember 2001. Der Unternehmenssitz war anfangs in Grantham in New Hampshire. Im gleichen Jahr begann die Produktion von Automobilen und Kit Cars. Der Markenname lautet Dragon. Inzwischen befindet sich der Unternehmenssitz in Lebanon in New Hampshire. Paul W. Carlson leitet das Unternehmen.
Für das Jahr 2001 ist ein verkauftes Fahrzeugs überliefert. Im Folgejahr entstanden zwei Fahrzeuge und 2003 drei.

## Fahrzeuge
Als erstes Modell erschien der Roadster Series I, ein Sportwagen im Stil der 1950er Jahre. Ein V8-Motor von General Motors mit 7000 cm³ Hubraum und 425 PS bis 531 PS Leistung treibt die Fahrzeuge an.
2004 ergänzte der Roadster Series II das Sortiment. Er hat einen kleineren V8-Motor mit 5700 cm³ Hubraum und 275 bis 435 PS Leistung.